# となりのスゴイ家
『となりのスゴイ家』（となりのスゴイいえ）は、2018年5月22日・5月29日にパイロット版を放送した後、2018年10月11日からBSジャパン → BSテレ東で放送されているバラエティ番組である。BSテレ東とプロジェクトドーンの共同製作。2022年9月23日までのタイトルは『突撃!隣のスゴイ家』（とつげき となりのスゴイいえ）として放送されていた。

## 概要
アンガールズのメンバーそれぞれが、女性タレントとペアを組んで出演しているロケ番組。
番組のメインパートでは、大学で建築学を学んでいた田中卓志とキッチンにこだわりを持つ遼河はるひが仮想夫婦となり、日本各地にある豪邸・珍邸・奇邸を訪問。それぞれの目線で住宅内を観察し、家の主から住宅に込めたこだわりを訊き出す。また家が完成し、実際に住むことになってから気がついた失敗も、番組は包み隠さずに紹介する。それらの撮影映像に、田中たち自らによるナレーションが入る形となっている。
一方の山根良顕と宮島咲良は「最新!隣のショールーム」のコーナーに出演し、日本各地のショールームに展示されている最新設備をリポートする。また田中たちと同様、山根もナレーションを兼務する。
また、ショールームの代わりに山根と長沢裕による「最新！隣のタワーマンション」というコーナーを行ったこともある。
その後に2019年頃より、1回の放送でメイン2本構成に変更、それに伴い、メインに山根も出演するようになり、田中ロケ出演時は山根がナレーションを、山根ロケ出演時は田中がナレーションを担当する交代制となった（1回毎または1本毎に交代するとは限らず、担当回は不規則に入れ替わる）。田中出演時も山根出演時も遼河が固定でペアとなる。メインのみ構成となってからは、メインの一部として「はるひのキッチンチェック」というサブコーナーが差し込まれ、遼河と家の人1人（主に妻）の2人で台所部分を細かく紹介している。
番組は、2018年5月22日・5月29日に『火曜エンタJ』枠でパイロット版を2回放送した後、同年10月11日にレギュラー放送を開始した。このパイロット版では出演メンバーが異なり、田中の相手役は同じ田中姓かつ建築士2級資格ありの田中道子であった。また、山根はナレーション専任であった。
2021年8月13日には「真夏の夜のParaviスピンオフ」企画の一環として、『THE名門校 日本全国すごい学校名鑑』とのコラボレーションである『真夜の夜のTHE名門校×隣のスゴイ家 ハーバード首席卒業の家』がParaviで配信開始された。出演は山根と（『THE名門校』のアシスタントである）角谷暁子（テレビ東京アナウンサー）。
2021年4月改編により、同年4月9日からは金曜21時台に移行。
2022年10月から『突撃!隣のスゴイ家』から『となりのスゴイ家』に改題された。

## ネット局
| 放送対象地域 | 放送局                    | 系列                     | 放送時間           | ネット状況 | 放送開始日     |
| ------------ | ------------------------- | ------------------------ | ------------------ | ---------- | -------------- |
| 日本全域     | BSテレ東                  | BS放送（テレビ東京系列） | 金曜 21:00 - 21:54 | 制作局     | 2018年10月11日 |
| 新潟県       | NST新潟総合テレビ（NST）  | フジテレビ系列           | 日曜 12:00 - 12:55 | 遅れネット | 2019年4月7日   |
| 京都府       | KBS京都（KBS）            | 独立局                   | 水曜 21:00 - 21:55 | 遅れネット | 2019年7月22日  |
| 静岡県       | 静岡放送（SBS）           | TBS系列                  | 土曜 6:30 - 7:25   | 遅れネット | 2023年4月1日   |
| 富山県       | 富山テレビ（BBT）         | フジテレビ系列           | 土曜 10:55 - 11:50 | 遅れネット | 2023年10月7日  |
| 広島県       | 中国放送（RCC）           | TBS系列                  | 土曜 6:36 - 7:30   | 遅れネット | 2024年10月12日 |
| 三重県       | 三重テレビ（MTV）         | 独立局                   | 火曜 19:00 - 19:55 | 遅れネット |                |
| 奈良県       | 奈良テレビ（TVN）         | 独立局                   | 水曜 8:30 - 9:24   | 遅れネット |                |
| 和歌山県     | テレビ和歌山（WTV）       | 独立局                   | 木曜 9:00 - 9:55   | 遅れネット |                |
| 高知県       | 高知さんさんテレビ（KSS） | フジテレビ系列           | 土曜 14:00 - 14:55 | 遅れネット |                |

見逃し配信
- BSテレ東での放送後、TVerで1週間無料配信される。

## 放送時間
いずれも日本標準時。
- 火曜 21:00 - 21:54（2018年5月22日・5月29日） - 『火曜エンタJ』枠で放送。2か月後の7月22日・7月29日にも同局で放送された。
- 木曜 21:00 - 21:54（2018年10月11日 - 2021年3月18日）
- 金曜 21:00 - 21:54（2021年4月9日 - ）

## スタッフ
- ナレーター：田中卓志（アンガールズ）、山根良顕（アンガールズ）、遼河はるひ
- 構成：むらこし豪昭
- 編集：荒川寧々
- MA：元田成美
- 音効：吉田紗和子
- リサーチ：フォーミュレーション、フルタイム
- 技術協力：mabu、TSP
- 編成：鈴木紀子
- 宣伝：町田晃子
- 番組デスク：藤原菜々子
- AD：元木天
- AP：堀尾柚月
- ディレクター：川瀬貴裕、瀧島光人、糸柳亮、島袋亮太
- 演出：川瀬貴裕
- プロデューサー：山崎圭介、田中清孝、松本光司
- 製作：BSテレ東、プロジェクトドーン